# Mamenchisaurus gongjianensis
Mamenchisaurus gongjianensis (zh. "reptil de Mamenchi de Gongyian") es la especie tipo del género extinto Mamenchisaurus  de dinosaurio saurópodo mamenquisáurido que vivió a finales del período Jurásico, hace aproximadamente entre 163 a 157 millones de años, durante el Oxfordiense, en lo que hoy es Asia. En 2005 Zhang & Chen nombran una nueva especie del género cercano Omeisaurus como Omeisaurus gonjianensis, pero al año siguiente los mismos autores colocan los restos dentro de Mamenchisaurus, erigiendo la sexta especie del género recombinándola como Mamenchisaurus gongjianensis. De cualquier manera la especie es considerada dudosa.